# Adrian Reid (ur. 2006)
Adrian Ricardo Reid Jr. (ur. 5 września 2006) – jamajski piłkarz występujący na pozycji defensywnego pomocnika, reprezentant Jamajki, od 2023 roku zawodnik Cavalier.
Jego ojciec Adrian Reid również był piłkarzem.